# Beate Thrams
Beate Thrams (* 12. Oktober 1962 in Berlin) ist eine deutsche Politikerin.
Thrams ist von Beruf Wirtschaftskauffrau. Sie gehörte keiner Partei an, saß aber für das Bündnis PDS-LL von 1990 bis 1994 im brandenburgischen Landtag.
Thrams ist Mutter zweier Kinder, von denen eines schwerstbehindert ist. Sie ist Mitglied des Allgemeinen Behindertenverbandes in Deutschland.